# Arnaud de Villeneuve (médecin)
Pour les articles homonymes, voir Arnaud de Villeneuve.
Arnaud de Villeneuve (en catalan : Arnau de Vilanova ; en latin : Arnaldus de Villa Nova), né vers 1240, peut-être en Aragon, et mort en 1311, est un illustre médecin et théologien valencien, du Moyen Âge. Il est un artisan de la réappropriation par les Européens de la médecine savante gréco-romaine après sa longue éclipse qui suit l'effondrement de l'Empire romain d'Occident. Par ses ouvrages, et son enseignement à Montpellier de la médecine de Galien, revue et simplifiée par Rhazès, il marque fortement les débuts de l'enseignement de la médecine à l'université.
En plus d'une œuvre médicale innovante, il est l'auteur de nombreux opuscules religieux qui placent dans une perspective apocalyptique l'objectif d'une réforme radicale de l'Église. Formé chez les Dominicains, il finit par rompre avec eux pour se rallier aux thèses des Béguins et des frères Spirituels des Franciscains, prophétisant l'imminence des fins dernières et l'annonce d'un schisme violent divisant vraie et fausse Église.
Son lien avec les Franciscains spirituels et ses thèses prophétiques favorisent la création d'une légende autour de son personnage. Après sa mort, son nom est associé à tort à un large corpus alchimique.
Il offre la figure de ce que pouvait être le savant engagé au Moyen Âge : à la fois médecin rationaliste dans l'exercice de son métier et homme de foi engagé dans les débats théologiques et moraux de son époque.

## Biographie

### Jeunesse

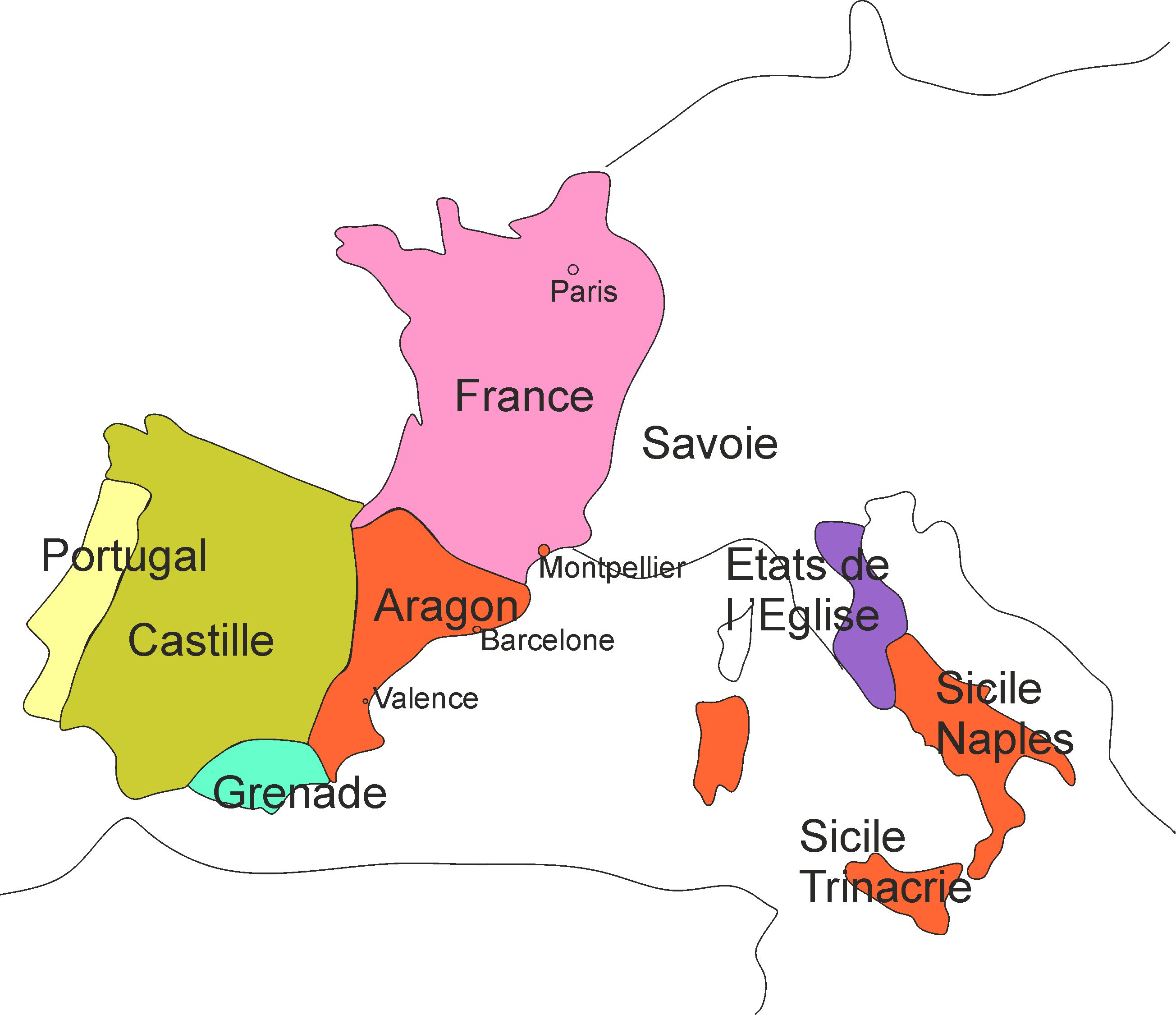
Couronne d'Aragon : royaume d'Aragon et royaume de Sicile

Arnaud de Villeneuve naît dans le Bas Aragon, au sein d'une famille modeste, entre les années 1235 et 1240. Le lieu de sa naissance a été très discuté par les historiens car il y a plusieurs villes portant le nom de "Villeneuve" prétendant être sa patrie tant en France (Villeneuve-lès-Maguelone, Villeneuve-Loubet et Villeneuve-en-Provence) qu'en Espagne (Villanova en Aragon). Mais la polémique s'est apaisée depuis la découverte d'une inscription en marge d'un manuscrit indiquant avec de multiples indices probants, qu'il est né à côté de Daroca aux confins du royaume aragonais (J.F. Benton, 1962). Antoine Calvet précise même qu'il serait né près de Daroca, d'une famille originaire de Villeneuve-en-Provence, sans doute des juifs convertis et passés au royaume d'Aragon.
Arnaud grandit à Valence peu après la conquête puis la création du royaume chrétien de Valence par Jacques Ier d'Aragon. Il se familiarise avec la langue arabe qui est alors dominante. Il se qualifiera lui-même plus tard comme étant catalan,.
Durant toute sa vie, Arnaud se déplace continuellement entre l'Espagne, la France et l'Italie actuelles, à l'époque une mosaïque de petits royaumes, et de comtés vassaux, conquis et perdus, au gré des guerres et des mariages, et relevant de la Couronne d'Aragon ; il séjourne à Valence, Barcelone, Montpellier, Naples, Palerme, Messine etc. Il rend aussi visite à des papes à Rome, Pérouse et Avignon et voyage comme ambassadeur à Paris.

### Études

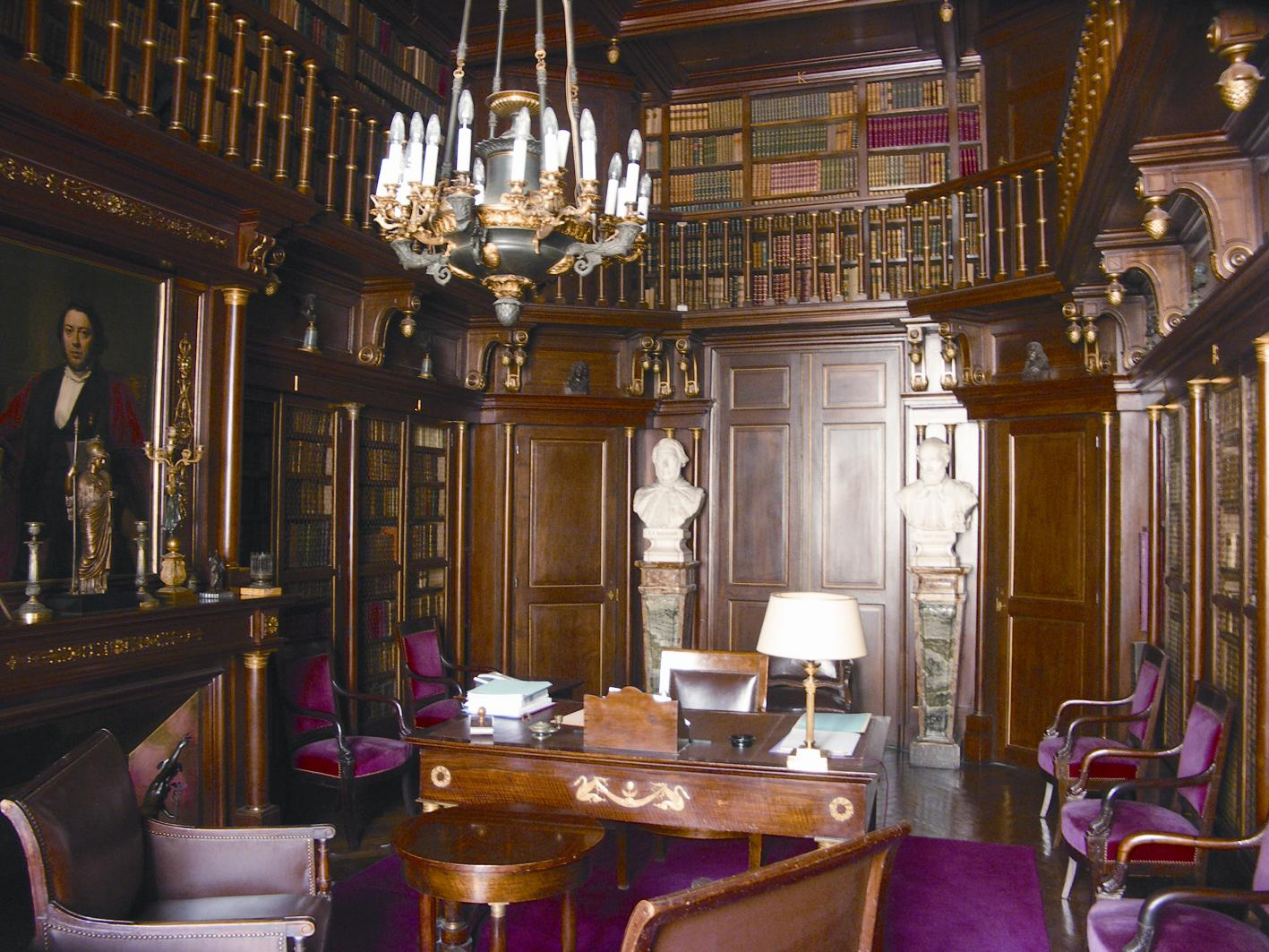
Bureau du doyen de la Faculté de Médecine de Montpellier

Vers 1260, il entreprend des études de médecine à Montpellier, à l'époque sous la souveraineté des rois d'Aragon puis de Majorque. Il obtient le titre de Magister medicine.
Il fait aussi des études de théologie chez les Dominicains. Il suit le cursus des Humaniora (humanités) et le studium linguarum (étude de langue), en arabe, latin et peut-être en hébreu.
Il renonce toutefois à son état de clerc (ayant reçu les ordres mineurs) pour se marier avec Agnès Blasi, une fille de marchand originaire de Montpellier, sans cesser pour autant d'étudier la Bible auprès des Dominicains de Barcelone. Ils ont ensemble une fille, Maria, future religieuse dominicaine.

### Professeur de médecine et médecin des souverains et des papes

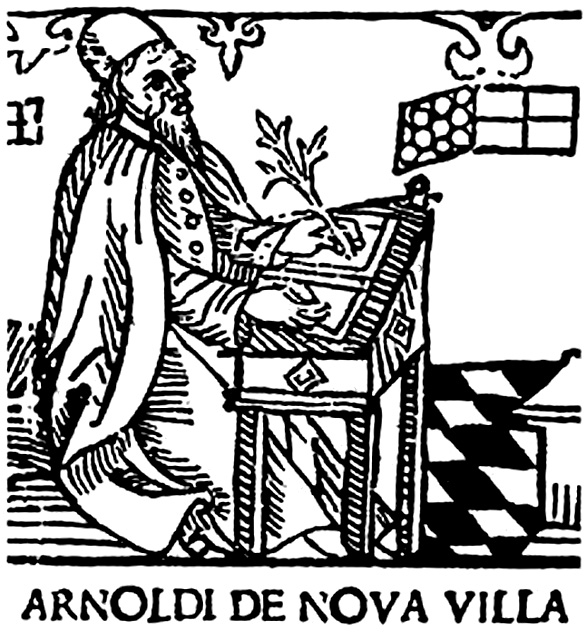
Gravure médiévale de Arnoldi de Nova Villa.

Arnaud devient rapidement un médecin réputé, appelé à la cour des souverains. En 1281, il est médecin personnel de grands personnages. Il vit alors à Barcelone.
Vers 1280, il écrit son premier ouvrage de médecine. Suivront une quarantaine d'autres touchant toutes les facettes de la santé ainsi que de nombreux opuscules théologiques. Après sa mort, on relève de nombreux ouvrages d'alchimie écrit sous son nom.
En 1285, il est appelé au chevet de Pierre III d'Aragon pour l'assister dans ses derniers moments. Le roi lui donne en récompense les revenus (le cens) du château d'Ollers dans la région de Tarragone. Alphonse II change ensuite la source de la pension d'Arnaud de la redevance de Tarragone en celle de Valence. Pension confirmée par Jacques II d'Aragon.
Durant les années 1289-1299, il est établi comme professeur de médecine à Montpellier où il compose la plupart de ses œuvres médicales. Jean Astruc indique au XVIIIe siècle qu'à Montpellier, « on y montre dans la rue du Campnau... la maison où l'on prétend qu'il demeuroit », maison, portant sculptés sur la façade un lion et un serpent se mordant la queue. Dans ses lectio (cours), il se fait le défenseur des œuvres de Galien, avec l'objectif de donner les grands principes galéniques permettant de justifier les actes médicaux pratiques. C'est une période très féconde où il écrit l'essentiel de son œuvre tant en médecine qu'en théologie.
Il soigne à l'occasion le pape Boniface VIII qu'il soulage (en 1301) de la gravelle grâce à un sceau d'or astrologique. Ce succès thérapeutique lui confère une renommée extraordinaire qui explique en partie pourquoi son nom est attaché à de nombreux ouvrages d'alchimie, d'astrologie mais aussi de magie que, pourtant, il dénonce dans un texte. Il donne aussi des soins aux papes Benoît XI et Clément V.
Jacques II d'Aragon, le Juste, l'appelle plusieurs fois à sa cour (en 1293 et 1297). Le médecin catalan lui dédie un ouvrage sur les régimes de santé, Regimen sanitatis, qui devient célèbre dans toute l'Europe.

### Une personnalité spirituelle ardente

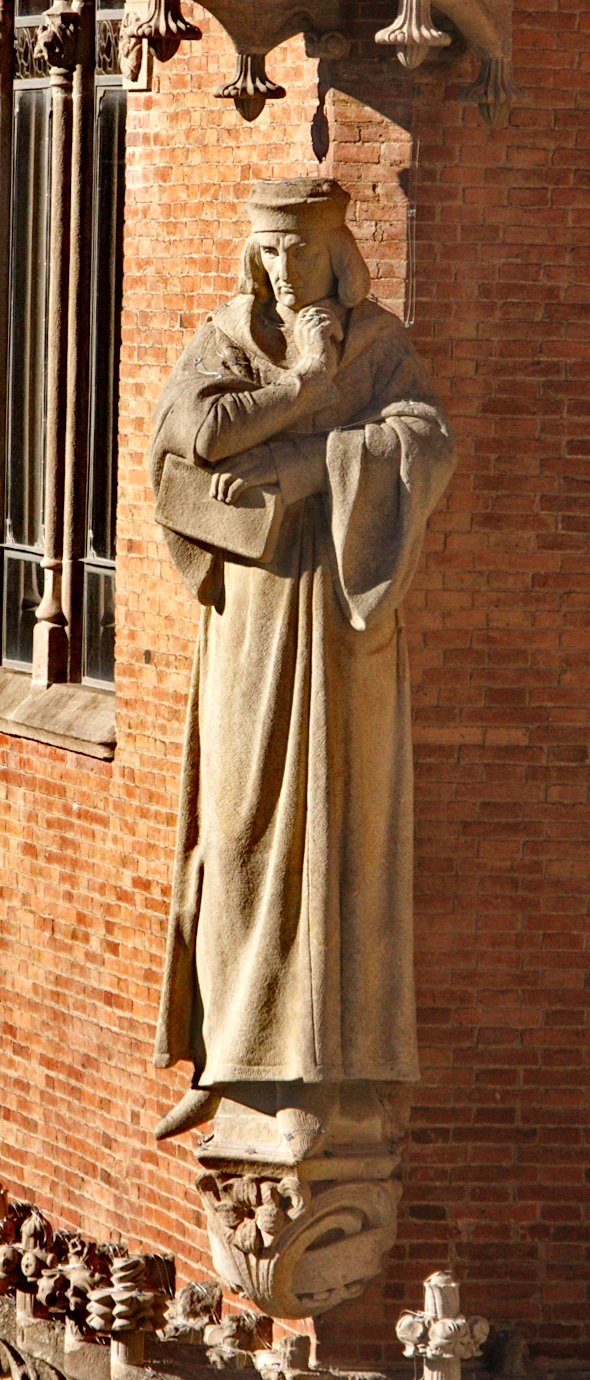
Arnau de Vilanova (Barcelone).

Après sa période d'enseignement médical à l'université de Montpellier, Arnaud déploie de plus en plus d'ardeur à la promotion de ses idées religieuses radicales. Au fil du temps, il produit une œuvre spirituelle abondante, dessinant les « contours d'une personnalité spirituelle ardente », suivant la formule de A. Calvet, (2011). Il séjourne alors à la cour des princes et des papes, pour les servir comme médecin, conseiller et ambassadeur, tout en essayant de les rallier à ses convictions religieuses prophétiques, confinant même au catharisme,.

#### Prophétisme apocalyptique
Formé par les Dominicains et par Ramón Martí (Raimond Martin) qui l'initie aux études hébraïques, il est après les années 1290 très influencé par les idées de Pierre de Jean Olivi (ou Jean Olieu), un franciscain « spirituel » réclamant un respect rigoureux de la règle de pauvreté de l'ordre franciscain. Il écrit un opuscule annonçant l'arrivée prochaine d'une part d'un pape angélique qui effectuerait la réforme de l'Église et d'autre part de l'Antéchrist. Ses prises de position le conduisent à rompre avec les frères Prêcheurs (Dominicains) et à se rapprocher des Mineurs (Franciscains).

#### Conflit avec les scolastiques de Paris
En 1300, le roi Jacques II d'Aragon l'envoie à Paris comme ambassadeur auprès de Philippe IV le Bel pour des négociations sur le contrôle du Val d'Aran,. Durant son séjour, il se lance, avec des membres de la  faculté de théologie de Paris dans des discussions sur son ouvrage De adventu antichristi (L'arrivée de l'Antéchrist, publié en 1288), dans lequel il annonce l'imminence de profonds bouleversements à la suite de l'advenue de l'Antéchrist. Alors qu'il s’apprêtait à partir pour Toulouse pour poursuivre les négociations politiques, il est mandé par l'officiel de la faculté qui le retient malgré ses protestations et celles de l'archevêque de Narbonne, Gilles Aycelin. Il est traité de « faux prophète » ayant entendu prouver que l'Antéchrist devait apparaître pour mettre à néant l'établissement de Jésus, des apôtres et des papes. Mais Arnaud fait jouer ses solides relations en haut lieu et il peut retrouver la liberté dès le lendemain, sous une caution de 3 000 livres et grâce à l'intervention de ses amis dont Guillaume de Nogaret, un très influent conseiller du roi de France. Sa mésaventure se termine les jours suivants quand il accepte sous la contrainte de souscrire à une liste de points litigieux (temerarie assertos) préparés par la Faculté. Ses déboires avec la scolastique rationaliste parisienne le poussent un peu plus dans le camp des contestataires, réclamant avec force une réforme profonde de l'Église.

#### Protecteur des Béguins et Spirituels
En 1302, Jacques II le rappelle en Catalogne comme médecin.
Arnaud polémique avec les Dominicains de Gérone et doit recourir à la protection du nouveau pape Benoît XI. Il lui écrit une lettre de haute protestation morale où il prend vigoureusement fait et cause pour les Spirituels franciscains. Ce qui lui vaut une année d'emprisonnement. À la mort de Benoît XI en 1304 à Pérouse, il se réfugie à la cour de Frédéric II de Sicile, protecteur des Spirituels. Qualifié de « nouveau Platon » par le roi, Arnaud lui dédie son dernier ouvrage Allocutio christiani (1310) où il explique quels sont les devoirs d'un roi chrétien.
L'année suivante, en 1305, il retourne en Catalogne pour servir le roi Jacques II comme médecin, conseiller et ambassadeur. Il écrit à cette époque un texte de soutien aux Béguins, Informatio Beguinorum, qui lui vaut après sa mort une condamnation par le Saint Siège (en 1316). Ses théories radicales lui viennent directement du De viribus cordis d'Avicenne qu'il traduit de l'arabe en latin en 1306.
En 1308, il est envoyé comme ambassadeur de Jacques II auprès de Clément V, premier pape à siéger à Avignon. Sur ses conseils, le souverain pontife fixe les programmes des études médicales de l'université de Montpellier dans des bulles (septembre 1309).
Peu de temps après Arnaud est en Sicile, à la cour de Trinacrie où le roi Frédéric (frère de Jacques d'Aragon) l'a fait appeler pour interpréter un songe et l'instruire sur des doutes qu'il a sur le point de savoir si la religion révélée était d'origine divine. Frédéric désirant partir en croisade, l'envoie ensuite en ambassade à Avignon où il rencontre Robert (fils de Charles d'Anjou) qui vient de se faire couronner roi de Naples. Une grande communauté de vue rapproche le roi et le savant engagé.
Invité à Naples, il se rend en 1311 à la cour du roi Robert Ier de Naples, réputé pour la protection qu'il accorde aux savants et aux Spirituels. Sous la protection de l'Angevin, un scripturum s'y installe, comme à Barcelone, à Valence, à Messine et très probablement à Palerme et Catane où prospèrent des communautés arnaldiennes.
Le pape Clément V, malade, fait appeler Arnaud. Celui-ci s'empresse d'obéir au pape et meurt en voyage le 6 septembre 1311 dans un navire au large de Gênes.
Ses ouvrages spirituels seront condamnés par l'Inquisition alors que ses œuvres médicales ne cesseront d'être commentées. Avec Raymond Lulle, c'est le père des lettres catalanes.
Arnaud de Villeneuve offre la figure d'un savant engagé comme on parle plus tard d'intellectuels engagés, à propos de Voltaire, Zola ou Laurent Schwartz, pour leur défense de causes justes. Arnaud était un savant rationaliste, talentueux dans l'exercice de la médecine et un homme engagé avec passion dans les débats éthiques et religieux de son temps.

## Sa pensée médicale
Tout au long de sa vie Arnaud de Villeneuve entretient deux passions très distinctes, l'une scientifique et pratique : la médecine, l'autre spirituelle : chercher à pénétrer les Mystères du Christ, moyennant la seule illumination de la grâce divine. Et il s'efforce toujours de maintenir une stricte séparation entre les deux domaines, différant en cela des disciples d'Averroès qui voient dans la progression de la raison humaine le chemin de l'union avec Dieu.

### Pénétration de l'enseignement médical à l'université
Arnaud de Villeneuve arrive à une époque où commence à renaître une médecine savante en Europe. Après l'effondrement de l'Empire romain au Ve siècle, la somme de connaissances médicales considérables accumulée par la médecine hippocrato-galénique a pratiquement été entièrement oubliée. Le christianisme, religion de souffrance, est porté à minimiser le rôle de la médecine, car c'est en acceptant ses souffrances qu'on se sauve, non en s'y opposant, font valoir les prêtres face aux médecins. Les médecins séculiers disparaissent et seuls des prêtres-médecins se chargent de soigner à la fois corps et âmes, en donnant la priorité à ces dernières. En dehors du cercle très restreint où ces clercs peuvent opérer, l'immense majorité du peuple doit recourir aux guérisseurs, magiciens et sorciers locaux.
Heureusement, cette fantastique régression culturelle ne touche que l'Europe occidentale, et le savoir gréco-romain peut être préservé dans l'Empire romain d'Orient (ou Empire byzantin) puis dans le Califat Islamique. Par la suite, un galénisme revu et synthétisé par Rhazès ou Avicenne revient en Europe occidentale par les traductions de l'arabe en latin aux XIe – XIIe siècles. La réception de cette médecine savante commence à la fin du XIe siècle, avec les traductions latines de Constantin l'Africain à Salerne (au sud de Naples en Italie). Puis au siècle suivant, Gérard de Crémone né en Italie mais établi à Tolède en Espagne, traduit Hippocrate, Avicenne, Aboulcassis et Rhazès (Al-Razi). La disposition d'une collection de textes médicaux d'origine arabe et grec (l'Articella) permet de mettre en place un cursus universitaire d'enseignement médical d'abord à Salerne puis à Bologne, Paris et Montpellier.

### Sa contribution à la médecine

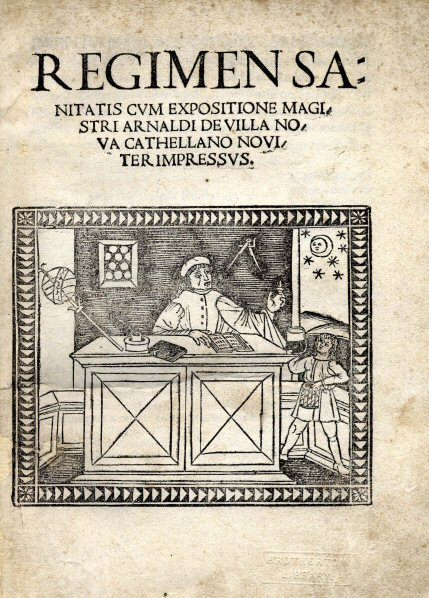
Page de titre de Regimen Sanitatis Salernitanum, imprimée à Venise (1480).

À l'image de Taddeo Alderotti à Bologne qui le premier en Europe crée un enseignement médical à l'université, Arnaud de Villeneuve est un des principaux artisans de l'organisation d'un enseignement médical de qualité à l'Université de Montpellier, sur la base des statuts règlementant « l'Université des médecins et de leurs élèves » délivrés par le cardinal Conrad, légat du pape, en 1220. Déjà, pour éviter les médecins autoproclamés, Jacques Ier d'Aragon avait interdit l'exercice de la médecine à toute personne qui n'aurait pas été examinée par l'École de médecine.
À la fin du XIIIe siècle, le couvent des Dominicains de Montpellier abrite une soixantaine de moines enseignant l'utilisation des plantes médicinales à des prêtres de toutes nationalités. Car, durant tout le Moyen Âge, la grande encyclopédie pharmaceutique de Dioscoride, Peri hulês iatrikês, s'est conservée par des copies manuscrites de sa traduction latine, De materia medica. Contrairement aux textes fondamentaux de Hippocrate et Galien, tous oubliés, elle n'a pas eu à revenir par des traductions de l'arabe en latin. Mais elle n'est connue le plus souvent que sous forme de courtes compilations illustrées et rarement dans sa forme complète et originelle.
Après le passage d'Arnaud à Montpellier, le programme de licence repose presque exclusivement sur les textes de Galien traduits par Gérard de Crémone et par d'autres. Dans le programme défini par la bulle pontificale de 1309 du pape Clément V, on peut voir l'influence d'Arnaud de Villeneuve : Rhazès (dont Arnaud loue les observations dans toutes ses œuvres) se trouve parmi les textes obligatoires alors que le Canon d'Avicenne (qu'Arnaud a mainte fois critiqué) n'a qu'une place facultative discrète.

#### Étude de cas
À Bologne, Thaddée de Florence qui a introduit l'enseignement médical à l'université de la cité, s'était plu à rassembler des études de cas cliniques concrets dans ses Consilia. Sur ce modèle, le maître-régent de Montpellier, Arnaud de Villeneuve, produit des Experimenta, avec l'intention de transmettre aux autres son expérience personnelle.

#### Régime de santé

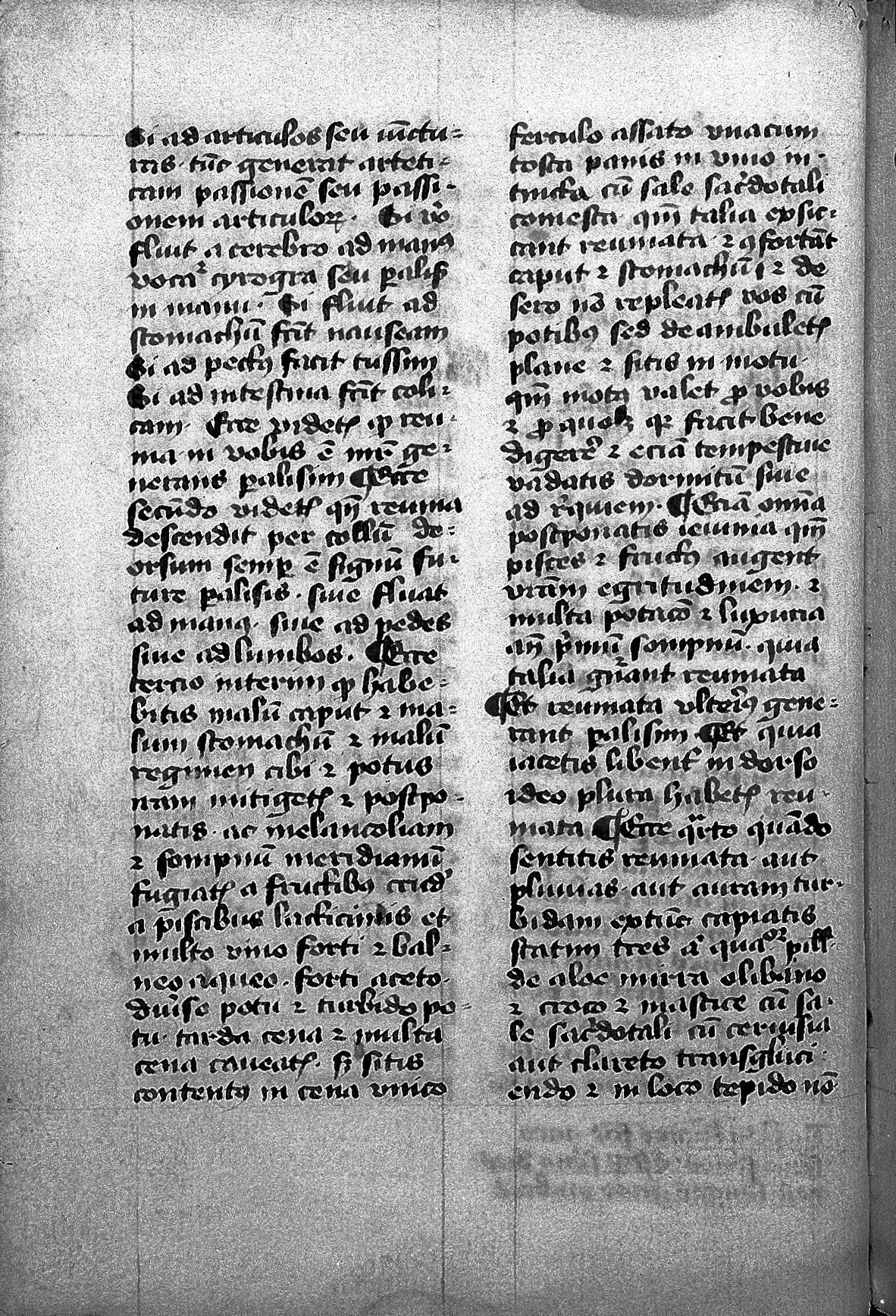
Regimen sanitatis Arnoldus de Villanova

Arnaud contribue à un autre genre apparu à la fin du XIIIe siècle et dont le succès va croissant jusqu'à la fin du Moyen Âge : celui des « régimes de santé », traité d'hygiène destiné à l'élite sociale. Il écrit un Regimen sanitatis ad regem Aragonum adressé au roi d'Aragon, Jacques II. Dans ce texte, il traite de l'influence de l'environnement sur la santé. Le facteur important est généralement appelé aer mais le terme désigne, au-delà des qualités de l'air ambiant, l'influence des vents dominants, la géographie physique, l'influence des saisons, du type d'habitation et de vêtement. Arnaud de Villeneuve désigne cet ensemble de facteurs par le terme de operimenta. Une vie saine doit aussi comporter une alternance d'exercices et de repos. Arnaud conseille l'équitation, à l'exclusion des sports comme la balle, le javelot ou la lutte, jugés non compatibles avec le sang royal de son patient.

#### Thérapie et théorie médicale

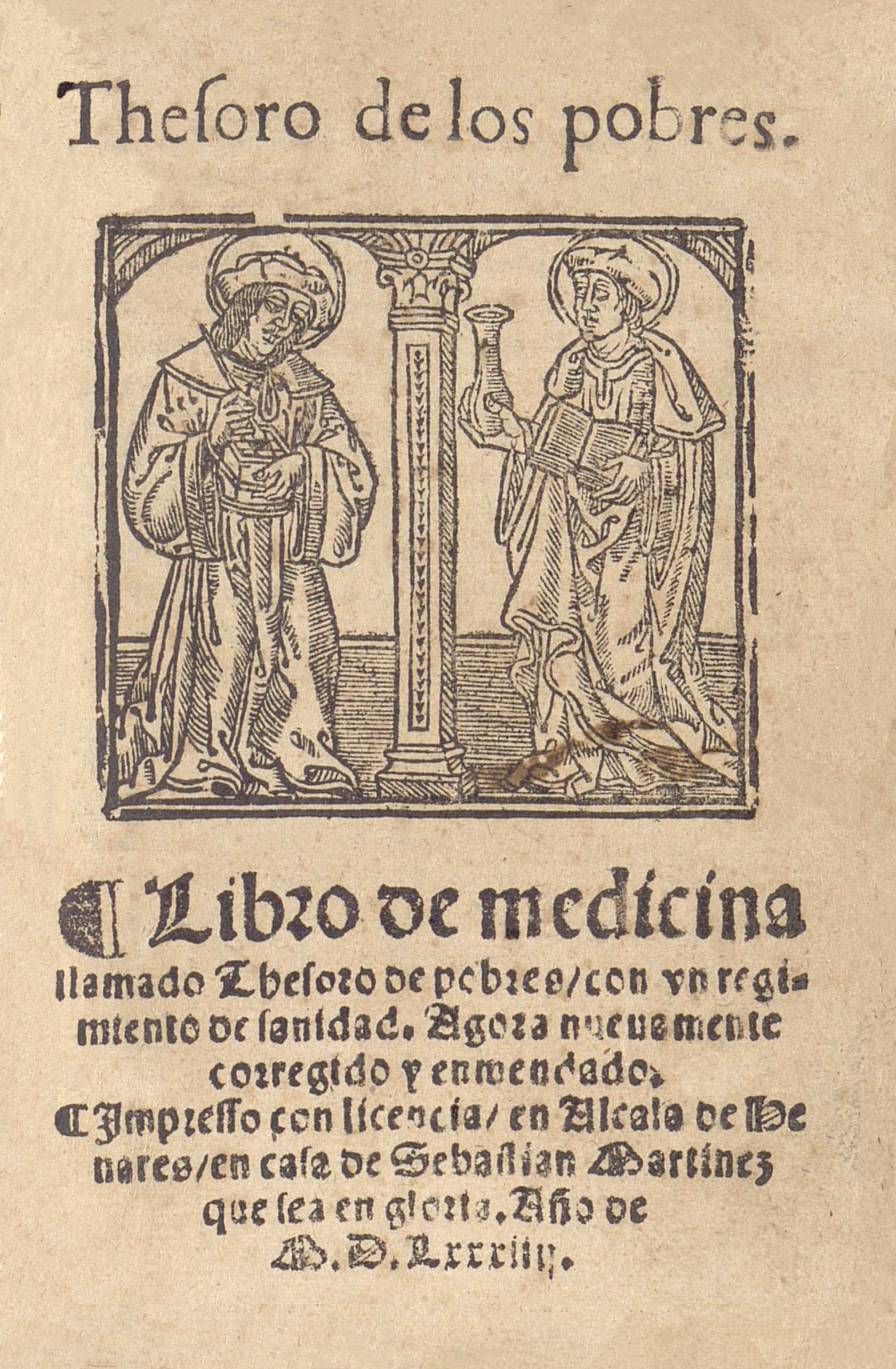
Thesoro de los pobres (1584).

Arnaud de Villeneuve est l'auteur d'une collection d'aphorismes, rassemblés dans le très célèbre Parabolae medicationis (ou Medicationis parabole) qui est ensuite copié dans toute l'Europe. Il comporte 345 aphorismes portant sur les affections internes et surtout externes. Dans les éditions ultérieures, seront rajoutés des commentaires.
Il écrit en outre un nombre considérable de manuels, de monographies cliniques, de traités de thérapie, ainsi que des ouvrages théoriques mais avec toujours le souci d'être applicables. La pensée médicale arnaldienne est toujours traversée par la dénonciation de toutes tentatives d'associations superficielles et hâtives entre philosophie et médecine et à cet égard, il ne se prive pas de critiquer Averroès. Il réfute l'idée d'Averroès  d'une science essentiellement spéculative. Pour lui, l'action thérapeutique doit guider le choix théorique, la médecine ayant pour seul but la pratique. Il considère que la théorie doit être au service exclusif de l'acte thérapeutique. Toutefois, il tient à défendre une médecine rationnellement fondée dans la lignée d'Hippocrate et Galien et ne se prive pas de critiquer l'approche empirique en médecine,.
Dans les Aphorismi de gradibus, il explique la nature des changements qualitatifs des qualités d'un médicament composé, de telle manière qu'il soit possible de les quantifier numériquement, selon des méthodes applicables à l'action thérapeutique. Le calcul de l'intensité des qualités finales prend pour point de départ un ouvrage d'al-Kindi traduit par Gérard de Crémone et le Colliget d'Averroès.

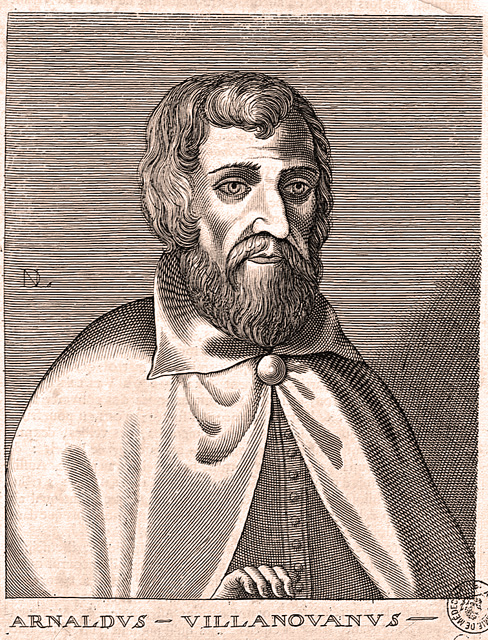
Arnaud de Villeneuve

Le Speculum medicine (1308) est la grande œuvre de théorie médicale d'Arnaud. Cet ouvrage, de 60 chapitres, traite des questions générales d'éléments, de vertus, du système nerveux, de l'hygiène des âges, des lieux, des tempéraments, des médicaments, de leur posologie, de la pathologie. Ce texte est aussi souvent cité par les historiens en raison de remarques critiques formulées à l'encontre des alchimistes. Il y dénonce les alchimistes dont le produit (l'élixir ou Pierre) n'acquerra jamais les vertus médicales du véritable or. Il recommande même vivement aux alchimistes de ne plus se mêler de médecine, car la médecine applicable aux métaux (l'élixir) ne saurait valoir pour le corps humain comme ces insensés (fatui) d'alchimistes semblent le croire. Arnaud introduit dans l' Antidotarium la technique de la distillation de l'eau-de-vie (aqua ardens) mais dans le Speculum écrit dans la décennie suivante, il ne semble pas faire grand usage de ce nouveau produit puisqu'il indique seulement qu'en usage externe, l'eau ardente chauffe les yeux !

#### Antidotaire
Arnaud contribue aussi au genre des antidotaires, des recueils de recettes de médicaments, les ancêtres des pharmacopées modernes. Dans son Antidotarium (vers 1300), il traite de la préparation des médicaments simples (moments, lieux), de l'élaboration des infusions, décoctions, distillations etc., et des médicaments composés (électuaires, pilules, sirops, etc.). Il prête beaucoup d'attention aux facteurs d'altération des simples (mode de préparation puis de stockage). Et, point intéressant sur le plan de l'histoire de la distillation alcoolique, il présente ce qui semble à ses yeux un nouveau médicament, l'eau ardente (ou eau-de-vie plus tard appelée alcool) :
| « Parmi les médicaments, certains sont distillés ; à partir d'un vieux vin rouge, de l'aqua ardens est distillée, qui éloigne fortement la paralysie, diminue la pléthore et guérit rapidement les blessures récentes... » (Antidotarium, fol. 245va., trad. McVaugh[26]) |
La technique de distillation a été mise au point dans les milieux alchimistes gréco-égyptiens (notamment par Zosime de Panopolis) puis a été développée par les médecins alchimistes de l'empire musulman. À partir des années 1260, les techniques de distillation de l'eau de rose des Arabes arrivent dans l'Occident latin, comme les écrits de Pierre d'Espagne et Théodoric Borgognoni s'en font l'écho. Mais pour pouvoir produire de l'eau-de-vie par distillation du vin, il faut aussi disposer d'alambics dotés d'un système de refroidissement efficace : seul le passage de la vapeur dans un serpentin refroidi en permanence par de l'eau fraîche, permet de condenser efficacement les vapeurs alcooliques. Cette innovation qui semble s'être produite dans la Bologne de Théodore dans la période 1275-1285 (McVaugh, 2005) met plusieurs siècles à s'imposer.
La connaissance des propriétés médicinales de l'eau ardente que peut avoir Arnaud de Villeneuve aux environs de 1300 n'est pas surprenante sachant que sa technique de distillation serait apparue peu de temps auparavant dans le milieu médical de Bologne.
Dans plusieurs passages du Livre des vins (Liber de vinis) attribué à tort à Arnaud, on trouve aussi plusieurs sections traitant de l'eau ardente. L'ouvrage a été attribué depuis à maître Silvester (ca. 1322-1328).

#### Omnia opera, l’œuvre imprimée
Les œuvres médicales d'Arnaud bénéficient d'une diffusion manuscrite étendue au cours des deux siècles qui suivent sa mort, alors même que son souvenir est de plus en plus contaminé par sa réputation croissante de prophète, magicien et alchimiste. Avec l'arrivée de l'imprimerie, son œuvre médicale connait une diffusion encore plus large dans toute l'Europe, de Séville à Cracovie, de Londres à Salerne.
Un ensemble de 56 écrits attribués à Arnaud sont rassemblés par un médecin génois appelé Tommaso Murchi, en un épais volume imprimé à Lyon en 1504, intitulé Opera omnia. Dans l'édition de 1509, les œuvres sont au nombre de 61. Déjà, à cette époque, deux siècles après le décès du célèbre médecin Catalan, Murchi est conscient du fait que de nombreuses œuvres lui sont attribuées à tort. Actuellement, on estime qu'environ la moitié des textes de Opera omnia ne sont pas de la main d'Arnaud de Villeneuve.
Depuis 1975, un projet international, les Arnaldi de Villanova Opera Medica Omnia (AVOMO), se propose de publier des éditions critiques des œuvres d'Arnaud de Villeneuve.

## Sa pensée religieuse
Comme nous avons vu, Arnaud de Villeneuve maintient durant toute sa vie strictement séparés sa quête spirituelle de son activité médicale.
Dans sa jeunesse à Montpellier, il est proche des Dominicains, en particulier de Raymond de Mévouillon, dans la résidence duquel il rédige ses principaux ouvrages de théologie : Introductio in Librum de semine scripturarum, Allocutio super tetragrammaton. Mais c'est là qu'il commence à être influencé par l'idéal ascétique de Pierre de Jean Olivi, un lecteur franciscain à Montpellier et Narbonne, qui s'impose comme le père spirituel des Béguins et des frères spirituels de l'ordre franciscain. Ce n'est qu'après le décès d'Olivi, en 1298, qu'Arnaud de Villeneuve rend public son message prophétique annonçant la venue de l'Antéchrist et l'imminence des fins dernières (Expositio Super Apocalypsi et De Antichristi). Ses prises de position le conduisent à rompre avec les Dominicains et à se rapprocher du radicalisme des Béguins. Il évolue vers un platonisme radical confinant au catharisme (Perarnau, 1979).

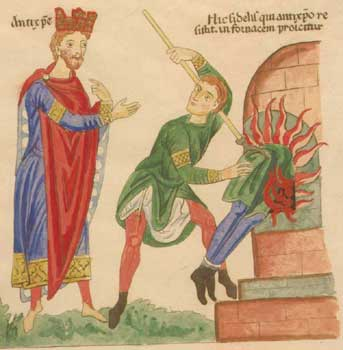
Antichrist, à gauche avec les attributs d'un roi (Hortus deliciarum, XIIe siècle)

Dans l'Introductio, Arnaud dévoile le fond de sa pensée théologique : Dieu est la cause souveraine de toute chose et tout procède de sa bouche (os), c'est-à-dire du Verbe incarné : Jésus-Christ ; elle est donc contenue dans chaque parole de l'Écriture. À l'inverse des Thomistes et de l'aristotélisme averroïsant qui transforme la théologie en une science, il place l'étude de la Bible au premier plan de sa réflexion, fidèle à une formation très influencée par l'augustinisme platonisant.
À l'instar d'Olivi, Arnaud est plus sensible aux faits de l'histoire de la salvation qu'à une synthèse doctrinale. Au centre de la pensée d'Olivi se trouve l'idée que le monde est en perpétuelle transformation et que de la corruption peut sortir la régénération, de l'ombre la lumière, à l'exemple du Fils de Dieu mort sur la Croix. Si Olivi prône la nécessité de la souffrance, c'est qu'elle permet la purification. Car annonce-t-il, de profonds bouleversements sont à venir et seuls peuvent vaincre ceux qui ont été éprouvés.
Dans son commentaire de l'Apocalypse (Expositio super Apocalypsi), qu'il termine en 1292 au château de Meuillon au nord d'Avignon, Arnaud développe une théorie des « âges de l'Église » où il annonce la venue d'un Pape angélique qui effectuerait la réforme de l'Église, laquelle serait suivie de la manifestation de l'Antéchrist en l'an 1376/8.
Arnaud est proche des Béguins, le Tiers-Ordre franciscain, les Frères spirituels, les Pauvres du Christ. Il plaide leur cause devant les papes Benoît XI et Clément V. À Barcelone, il organise un centre de propagande des idées dites « spirituelles » : un scriptorium où des copistes recopient les manuscrits engagés d'Arnaud et des œuvres pseudo-prophétiques. Aux yeux des Béguins du Midi, il devient une très haute autorité, à l'égal de celle de Raymond Lulle.

## L'alchimie pseudo-arnaldienne
La riche personnalité et l’œuvre multiple d’Arnaud de Villeneuve se prêtent à la naissance d’une légende faisant du médecin catalan l'une des principales figures de l’alchimie occidentale. À la fin de sa vie, il se lamente amèrement dans le Raonament d'Avinyo de la réputation de nécromancien qu'on lui fait et en voit l'origine dans une volonté extérieure de discréditer son œuvre spirituelle jugée dissidente.

### Le corpus alchimique attribué à Arnaud de Villeneuve
Après la mort du maître catalan, dès les premières décennies du XIVe siècle, le nom d'Arnaud de Villeneuve est attribué à des manuscrits alchimiques. Michela Pereira en a recensé un corpus de 52 titres.
Le corpus alchimique manuscrit est labile et sujet aux contaminations de toute sorte. Ces textes échappent en effet aux contrôles de l'université, puisque cette discipline ne figure jamais au nombre des enseignements. L'alchimie médiévale sera très affectée par la pseudépigraphie.
Calvet cite 13 titres : Cathena aurea, De aqua vitae simplici et composita, Defloratio philosophorum, De secretis naturae, De vita philosophorum, Elucidarium, Epistola ad Iacobum de Toledo de sanguine humano distillato, Epistola super alchimia ad regem Neapolitanum, Flos florum, Novum lumen, Novum testamentum, Opus simplex, Quaestiones tam essentiales quam accodentales, Osa aurea, Rosa novella, Rosarius philosophorum, Speculum alchimiae, Testamentum, Tractatus parabolicus. Plus tard : Experimenta, In commentarios Hortulani expositio, Opus de arte maiori, Recepta electuarii mirabilis praeservantis ab epidemia, Succosa carmina. Le premier manuscrit connu Defloratio philosophorum mag. Arnaldi Villanovi est daté des années 1325-1350. Le manuscrit le plus important est le Rosarius philosophorum dédié au roi Robert Ier de Naples († 1343). Les premières traductions attribuées à Arnaud apparaissent après 1360. Très copié, il connait une grande diffusion puisqu'on lui connait une version française et occitane.
Dans les siècles suivants, du XIVe siècle au XVIe siècle, la liste des ouvrages alchimiques nommément attribués à Arnaud ne cesse d'augmenter. Elle atteint les 52 titres répertoriés par M. Pereira.
Après l'apparition de l'imprimerie, le premier éditeur des œuvres (Opera omnia) d'Arnaud de Villeneuve, un Génois nommé Thomaso Murchi, ne sélectionne que quatre traités d'alchimie (1504) :
1. Rosarius philosophorum
2. Novum Lumen
3. Flos florum
4. Epistola super alchimica ad regem Neapolitanum.

### L'origine
Comme pour Ramon Llull, saint Thomas d’Aquin et saint Bonaventure, tous ces textes sont des apocryphes car rien dans l'œuvre d'Arnaud de Villeneuve ne permet de légitimer un seul de ces écrits. Ses œuvres médicales ne citent qu'à de rares occasions l'alchimie et toujours de manière plutôt défavorable.
Dès le XIXe siècle, Hauréau s'est déjà efforcé de discerner les traités authentiques de « ceux qu'on a mis à son compte par erreur ou par fraude ». Antoine Calvet poursuivant l’œuvre de ses prédécesseurs (Thorndike, de Payen, Paniagua, Pereira etc.), a entrepris de remonter aux sources véritables de tous les manuscrits latins attribués à Arnaud.
À côté de ses textes d'alchimie transmutatoire, existent aussi quelques textes médico-alchimiques fournissant une piste pour comprendre l'origine de la légende d'un Arnaud alchimiste. Le traité De aqua vitae simplici et composita (Eau-de-vie simple et composée) attribué au médecin catalan est un traité de médecine s'appuyant sur l'autorité d'Hippocrate et Galien mais aussi de médecins du XIIIe siècle comme Pierre d'Espagne (le pape Jean XXI) et Théodoric Borgognoni. Il rappelle les grands principes de la médecine médiévale et prône l'utilisation de produits de la distillation en thérapeutique. Comme dans l'Antidotarium, on y lit que « L' aqua vitae est extraite et isolée par décoction et distillation du vin ». L'eau-de-vie (ou eau philosophique) est dotée de toutes les vertus, guérissant la plupart des maladies.
Calvet argumente « que ce traité s'intègre dans la continuité de travaux initiés par Arnaud et poursuivis, achevés par des élèves plus au fait des théories distillatoires et plus convaincus de leurs caractères d'universalité que le maître. Dans la version de Cambrai dédiée aux Pauvres de l'Évangile (ou évangélisants), le De aqua vitae simplici et composita garantit les bienfaits d'une « eau philosophique », c'est-à-dire alchimique, accordée aux règles de l'astrologie. On serait tenté de dire que là s'entremêlent les trois grands thèmes que le corpus alchimique attribué à Arnaud de Villeneuve ne cesse de gloser : médecine, alchimie et prophétie ».
L'hypothèse de Calvet est donc que tous ces traités auraient été développés par les fidèles servants d'Arnaud, œuvrant dans les hôpitaux nouvellement créés en Catalogne ou à Valence, où la mémoire du maître de Montpellier était scrupuleusement entretenue.

## Anecdotes
Le papier tournesol qui sert à déterminer si une solution est acide ou basique, aurait été utilisé pour la première fois par Arnaud de Villeneuve dans les années 1300.
Un hôpital de Montpellier ainsi que la maternité portent aujourd'hui son nom. La Nouvelle faculté de Médecine de Montpellier porte également son nom.

## Œuvres médicales authentiques
Paniagua donne la liste suivante des œuvres d'Arnaud authentifiées avec certitude :
1. Speculum medicine
2. De intentione medicorum
3. De humido radicali
4. De considerationibus operis medicine
5. Aphorismi de gradibus
6. De dosi tyriacalium
7. Medicationis parabole
8. Commentum super quasdam parabolas
9. Aphorismi particulares
10. Aphorismi de memoria
11. Aphorismi extravagantes
12. Regimen sanitatis ad regem Aragonum
13. Regimen Almarie (De regimine castra sequentium)
14. Practica summaria
15. De parte operativa
16. De amore heroico
17. Regimen de podagra
18. Compendium regimenti acutorum
19. Commentum super tractatum Galieni De malitia complexionis diverse
20. Repetitio super canone Vita Brevis
21. Tabula super Vita brevis
22. De esu carnium
23. De improbatione maleficiorum
24. Translatio Albumasaris De simplicibus
25. Translatio Avicenne De viribus cordis
26. Translatio Galieni De rigore et iectigatione et tremore et spasmo
27. Translatio doctrine Galieni De interioribus

Paniagua donne aussi une liste
- de 14 œuvres présumées authentiques

1. Tractatus contra calculum
2. De tremore cordis
3. Regimen contra catarrhum
4. Regimen sive consilium quartane
5. Consilium sive cura febris ethice
6. Compilatio de conceptione
7. Experimenta et recepte
8. De simplicibus
9. Antidotarium
10. Libellus de arte cognoscendi venena
11. Cura epilepsie
12. Astrologia
13. Expositio super aphorismo In morbis minus
14. Abbreviatio libri prognosticorum

- de 12 œuvres suspectées d'être apocryphes (dont Liber de vinis, Le livre des vins, Tractatus de venenis),
- de 26 œuvres certainement apocryphes (dont Rosarius philosophorum, Flos florum) et
- de 8 œuvres dont l'identité des auteurs véritables a été rétablie.

## Œuvres

### Éditions
- Opera omnia, Lyon, 1532.
- Arnaldi de Villanova opera medica omnia, Barcelona, Publicacions i Edicions de la universitat de Barcelona, 2014, 16 vol. 
  - vol. II : Aphorismi de gradibus (1295-1300), 1975, XIV-338 p.
  - vol. III : De amore heroico, 1985, 110 p. 
  - vol. IV : Tractatus de consideracionibus operis medicine, sive de flebotomia
  - vol. V.1 : Tractatus de intentione medicorum, 2000, 226 p 
  - vol. V.2 : Tractatus de humido radicali (vers 1290), 636 p.
  - vol. VI.1 : Medicationis parabole
  - vol. VI.2 : Commentum inquasdam parabolas et alias aphorismorum series, 1993
  - vol. VII.1 : Epistula de reprobacione nigromantice ficcionis (De improbatione maleficiorum)
  - vol. X.1 : Regimen sanitatis ad regem aragonum (1305-1308), 1996, 936 p.
  - vol. X.2 : Regimen almarie (Regimen castra sequentium), 1998
  - vol. XI : De esu carnium (1304), 2001
  - vol. XIV : Expositio super aphorismo Hippocratis, 380 p.
  - XV : Commentum supra tractatum galieni de malicia complexionis diverse, 1985, 391 p.
  - vol. XVI : Aphorismi de gradibus, 1981, 111 p.
  - vol. XVII : Translatio libri albuzale de medicinis simplicibus, 2004
- Arnaldi de Villanova opera theologica omnia, Barcelona, Institut d'estudis catalans, Facultat de teologia de Catalunya, 2004 ss., sous la dir. de Josep Perarnau 
  - vol. III : Introductio in librum Ioachim. 'De semine scripturarum.' Allocutio super significatione nominis Tetragrammaton (1292), 2004, 212 p.
  - vol. IV : Alphabetum catholicorum ad inclitum dominum regem Aragonum pro filiis erudiendis in elementis catholicae fidei. Tractatus de prudentia catholicorum scolarium, 253 p., 2007
  - vol. V : Tractatus de tempore adventus Antichristi: ipsius et aliorum scripta coæva (1288), 2014, 435 p.

### Œuvres authentiques traduites en français
- le corpus "catalan" des œuvres spirituelles : Confessió ou Déclaration de Barcelone (1305), Llicó ou Leçon de Narbonne, Raonament ou Exposé d'Avignon, Informació espiritual ou Instruction spirituelle au roi Frédéric de Sicile (1310) : Jean Canteins, Arnau de Villeneuve, t. I : Un "spirituel" soupçonné d'hérésie, Les Belles Lettres, 2015, p. 82-181.

### Œuvres apocryphes traduites en français
- Rosarius philosophorum (déb. XIVe s.), De vita philosophorum... : Antoine Calvet, Les œuvres alchimiques attribuées à Arnaud de Villeneuve, Archè Milan, 2011, 728 p.
- Traité parabolique, trad. Antoine Calvet, Chrysopoeia, V, 1992-1996, p. 145-170.
- Le livre des vins (XIVe s.), trad. du latin Patrick Gifreu, Éditions de la Merci, 2011.
- Semita semitae. Le chemin du chemin
- De sigillis (Des sceaux) : A. Germain, De la médecine et des sciences occultes à Montpellier dans leurs rapports avec l'astrologie et la magie, Montpellier, 1872, p. 15-18[37].